# Trichoniscus gordoni
Trichoniscus gordoni är en kräftdjursart som beskrevs av Albert Vandel 1955F. Trichoniscus gordoni ingår i släktet Trichoniscus och familjen Trichoniscidae. Inga underarter finns listade i Catalogue of Life.